# Marguerite de Bar
Marguerite de Bar (1220-1275) était fille d'Henri II de Bar et de son épouse Philippa de Dreux. Elle devint comtesse de Luxembourg par son mariage avec Henri V de Luxembourg. 

## Famille
Les grands-parents maternels de Marguerite étaient Robert II de Dreux et sa deuxième femme, Yolande de Coucy. Ses grands-parents paternels étaient Thiébaut Ier de Bar et sa seconde épouse Ermesinde de Bar.
Margaret était l'aînée des sept enfants de ses parents. Son frère fut Thiébaut II de Bar. Jeanne, la sœur de Marguerite, épousa Frédéric de Blamont. Le reste de ses frères et sœurs moururent jeunes ou non mariés.

## Mariage
En 1240 Marguerite épousa Henri V de Luxembourg. Elle avait vingt ans, et lui vingt-quatre ans.
Marguerite apporta Ligny-en-Barrois (et Roussy) en dot, cependant une clause du contrat de mariage prévoyait que la ville resterait sous la suzeraineté féodale du comté de Bar. Au mépris de cet engagement, Henri rendit hommage en 1256 à Thibaut II de Navarre, qui était aussi comte de Champagne. Le frère de Marguerite, Thiébaut II de Bar, profita du conflit qui faisait rage entre Ferry III de Lorraine (son cousin) et les évêques de Metz. Henri V était partisan du duc et Thiébaut se rangea donc du côté de l'évêque. Henri de Luxembourg fut capturé à la bataille de Prény, le 14 septembre 1266. Le 8 septembre 1268, le roi Saint Louis rendit son arbitrage entre les deux comtes : Henri fut libéré et récupéra Ligny, mais sous la suzeraineté du Barrois.
Marguerite et Henry eurent sept enfants :
- Henri VI (mort en 1288), comte de Luxembourg ;
- Waléran Ier (mort en 1288), seigneur de Ligny et de Roussy ;
- Isabelle (1247-1298), mariée à Guy de Dampierre, comte de Flandre ;
- Philippa (1252-1311), mariée à Jean II, comte de Hollande ;
- Marguerite, dame de Macheren (célébrée dans le Tournoi de Chauvency par Jacques Bretel) ;
- Félicité ou Baudouin ;
- Jeanne (morte en 1310), abbesse de Clairefontaine.

Marguerite et Henri firent la paix avec Gui de Dampierre en le mariant à leur fille Isabelle. Leur autre fille, Philippa, épousa Jean II, comte de Hollande, et ils furent les grands-parents de Philippa, reine d'Angleterre, et de Marguerite II, comtesse de Hainaut.
Marguerite mourut en 1275, six ans avant son mari.